# 郭旼
郭旼（？—839年7月10日），唐朝华州郑县（今陕西省渭南市华州区）人，祖籍太原，郭幼贤之子，郭子仪的侄子。
开成三年（838年）十月廿一日，唐文宗任命左金吾大将军郭旼为邠宁节度使。十一月十六日，翰林学士柳公权说郭旼为邠宁节度使，朝廷有不少议论。文宗说：“郭旼是尚父郭子仪的侄子，太皇太后的叔父，做官从无过失，从左金吾大将军而转任邠宁这个小镇作节度使，朝廷百官有何疑问？”柳公权回答：“百官不是议论说他不应担任节度使。听说陛下近日把他的两个女儿选入宫中，不知有没有？”文宗说：“让她俩入宫，是要她们参见太皇太后。”柳公权说：“外间不知，认为郭旼把女儿纳入陛下后宫，才被任命为节度使。”文宗低头无言很久，说：“那怎么平息非议呢？”柳公权回答：“把郭旼女儿从兴庆宫送还回家，非议自然平息！”当天，太皇太后派宦官把郭旼的两个女儿送回家。开成四年（839年）五月丙午，邠宁节度使郭旼卒。